# Sede titolare di Tarso dei Maroniti
Tarso dei Maroniti (in latino Tarsensis Maronitarum) è una sede titolare vescovile della Chiesa cattolica.
Dal 7 giugno 1997 il vescovo titolare è Antoine Nabil Andari, già vescovo ausiliare di Joubbé, Sarba e Jounieh.

## Cronotassi degli arcivescovi titolari
- Boulos Massaad † (28 marzo 1841 consacrato - 23 marzo 1855 confermato patriarca di Antiochia)[1]
- Joseph Darian † (22 marzo 1896 - 23 marzo 1920 deceduto)
- Emanuele Phares † (8 luglio 1928 - 15 dicembre 1943 deceduto)
- Pietro Dib † (27 aprile 1946 - 30 luglio 1946 nominato eparca del Cairo)
- Antoine Pierre Khoraiche † (25 aprile 1950 - 25 novembre 1957 nominato eparca di Sidone)
- Nasrallah Pierre Sfeir † (23 giugno 1961 - 7 maggio 1986 confermato patriarca di Antiochia)
- Abdallah Bared † (2 maggio 1986 - 15 luglio 1988 deceduto)
- Paul Youssef Matar (7 giugno 1991 - 8 giugno 1996 nominato arcieparca di Beirut)
- Antoine Nabil Andari, dal 7 giugno 1997